# Get Wiser
Get Wiser è il terzo album in studio del gruppo musicale statunitense SOJA, pubblicato nel 2006.
L'album è stato presentato al State Theatre, un ristorante e sala concerti di Falls Church in Virginia, e ripreso per la versione Get Wiser Live DVD.

## Tracce
1. Open My Eyes – 5:08
2. By My Side (feat. Junior Marvin) – 4:12
3. My Life Alone – 4:02
4. Faith Works – 5:04 (R.T. Jefferson)
5. What Would...? – 3:35
6. Strong for Them – 5:19
7. Can't Tell Me (feat. Carmelo Romero) – 5:23
8. Be Aware – 4:10 (R.T. Jefferson)
9. I've Got Time – 5:09
10. Sorry (feat. Go-Go Mickey) – 4:51
11. Bring Back Truth – 7:08
12. You Don't Know Me (feat. Junior Marvin) – 4:25 (R.T. Jefferson)
13. 911 – 4:50 (R.T. Jefferson)
14. Devils (feat. The Eddie Drennon String Quartet) – 9:00 (Eddie Drennon)